# Iwona Kurowska
Iwona Teresa Kurowska z domu Paziewska (ur. 20 października 1970 w Garwolinie) – polska nauczycielka, działaczka polityczna i samorządowa, posłanka na Sejm IX kadencji (2023), starosta garwoliński (od 2024).

## Życiorys
Córka Romualda i Elżbiety. W 1996 ukończyła filologię polską na Katolickim Uniwersytecie Lubelskim. Odbyła też studia podyplomowe z zarządzania w polskiej administracji publicznej w Instytucie Nauk Prawnych PAN (2009) oraz z zarządzania w agrobiznesie w Collegium Humanum w Warszawie (2021). Pracowała jako nauczycielka języka polskiego, dyrektorka szkoły w miejscowości Wilkowyja, konsultantka w Ośrodku Rozwoju Edukacji oraz dyrektorka wydziału edukacji w starostwie powiatowym w Garwolinie. W latach 2018–2020 sprawowała urząd wicestarosty powiatu garwolińskiego, w 2020 objęła stanowisko dyrektora Biura Administracji i Inwestycji w centrali Kasy Rolniczego Ubezpieczenia Społecznego.
Zaangażowała się w działalność polityczną w ramach Prawa i Sprawiedliwości, została też przewodniczącą Klubu „Gazety Polskiej” w Garwolinie. W wyborach parlamentarnych w 2019 kandydowała do Sejmu w okręgu siedleckim z listy PiS, otrzymując 5003 głosy. Mandat posłanki IX kadencji objęła 12 kwietnia 2023, zastępując w parlamencie Marka Zagórskiego. W wyborach w tym samym roku nie została wybrana na kolejną kadencję. W 2024 uzyskała mandat radnej powiatu garwolińskiego. W maju 2024 została wybrana na urząd starosty tego powiatu.